# کشتار بالی‌قایه
کشتار بالی‌قایه یکی از کشتارهای غیرنظامیان در میان جنگ قره‌باغ بود که ۲۴ آذری غیرنظامی به‌دست نیروهای مسلح ارمنستان در بالی‌قایه و در تاریخ ۲۸ آگوست ۱۹۹۲ کشته شدند.

## پیش‌رویدادها
ادامنه پس از از روستاها و خانه‌های خود در شهرستان لاچین در ۱۸ می ۱۹۹۲، شماری از مردم و خانواده‌هایشان از آن ناحیه پناهنده شدتد و به نواحی قابل‌سکونت در کوهپایه رشته‌کوه مراوی در شهرستان گوی‌گول نقل مکان کردند.  
در اواخر آگوست ۱۹۹۲، این خانواده‌ها به بالی‌قایه در شهرستان گران‌بوی نقل مکان کردند تا شرایط بهتری برای دامپروری فراهم کنند.

## رویداد
۳ روز پس از ورود آن‌ها به بالی‌قایه، در ساعت ۵ عصر این افراد مورد هدف آنها توپخانه و مسلسل ۱۲ تن از نیروهای ارمنی قرار گرفتند. در نتیجه این حمله ۲۴ غیرنظامی کشته شدند. یکی از قربانیان یک نوزاد ۶ ماهه بود. نیروهای ارمنی پس از انجام این کشتار، همه اجساد را سوزاندند.  
سربازان ارمنی پنداشتند که هیچ غیرنظامی زنده نمانده است اما چند تن که از حمله جان سالم به در بردند و ۴ غیرنظامی دیگر به عنوان گروگان گرفته شدند. 